# Picramnia ramiflora
Picramnia ramiflora är en tvåhjärtbladig växtart som beskrevs av Jules Émile Planchon. Picramnia ramiflora ingår i släktet Picramnia och familjen Picramniaceae. Inga underarter finns listade.